# Eutreptia thiophila
Eutreptia thiophila, secondo una classificazione filogenetica (Skuja 1948) è una specie del supergruppo Excavata appartentente alla famiglia Eutreptiaceae.

## Caratteristiche
Eutreptia thiophila è una specie esclusivamente di acqua dolce, ed è stata ritrovata per la prima volta in Svezia da Skuja nel 1948. e successivamente nel 1956.
Altri ritrovamenti ci sono stati in Russia, Olanda, Polonia e in India.